# Jakub Nývlt
Jakub Nývlt (* 9. duben 1992, Náchod) je český bubeník aktuálně působící v kapele Sto zvířat.

## Životopis
Jakub Nývlt pochází z Horní Radechové. V roce 2018 absolvoval Konzervatoř a VOŠ Jaroslava Ježka obor bicí. 23. srpna 2019 se oženil s herečkou a muzikálovou zpěvačkou Lucii Jagerčíkovou.

## Hostování
Jako nájemný bubeník působil v kapelách:
- Cocotte Minute
- Vltava
- Pražský Big Band Milana Svobody
- David Deyl
- Radim Schwab
- Soulnight

## Hudební kariéra
Jako stálý člen působí v seskupeních:
- OSKAR PETR band - vzpomínka na Marsyas
- Ondřej Kabrna trio
- Karol Komenda Group
- Inflagranti

Je bývalým členem skupiny Wishmasters hrající symphonic metalové písně.
Od ledna 2021 je členem kapely Sto zvířat.

## Koncerty a videoklipy
- "Sanctuary - Wishmasters" na YouTube
- "Karol Komenda Group - Get back" na YouTube
- "Prachatice 2018" na YouTube
- "Český Slavík Mattoni 2014" na YouTube